# Savannahfloden
Savannahfloden er en større flod, ca. 484 km lang,  i det sydøstlige USA. Floden danner for en stor del grænsen mellem staterne South Carolina og Georgia.
To bifloder, Tugaloofloden  og  Chattoogafloden, danner den nordligste del af grænsen mellem South Carolina og Georgia.
Flodens udspringer  på den sydøstlige side af Appalachian-bjergene.
To af USA’s større byer, Savannah og Augusta, er beliggende ved flodens bred på Georgia-siden.
32°02′16″N 80°51′00″V / 32.0377132°N 80.8501103°V